# 瓦爾維奧拉湖
46°24′15″N 10°08′20″E / 46.40417°N 10.13889°E

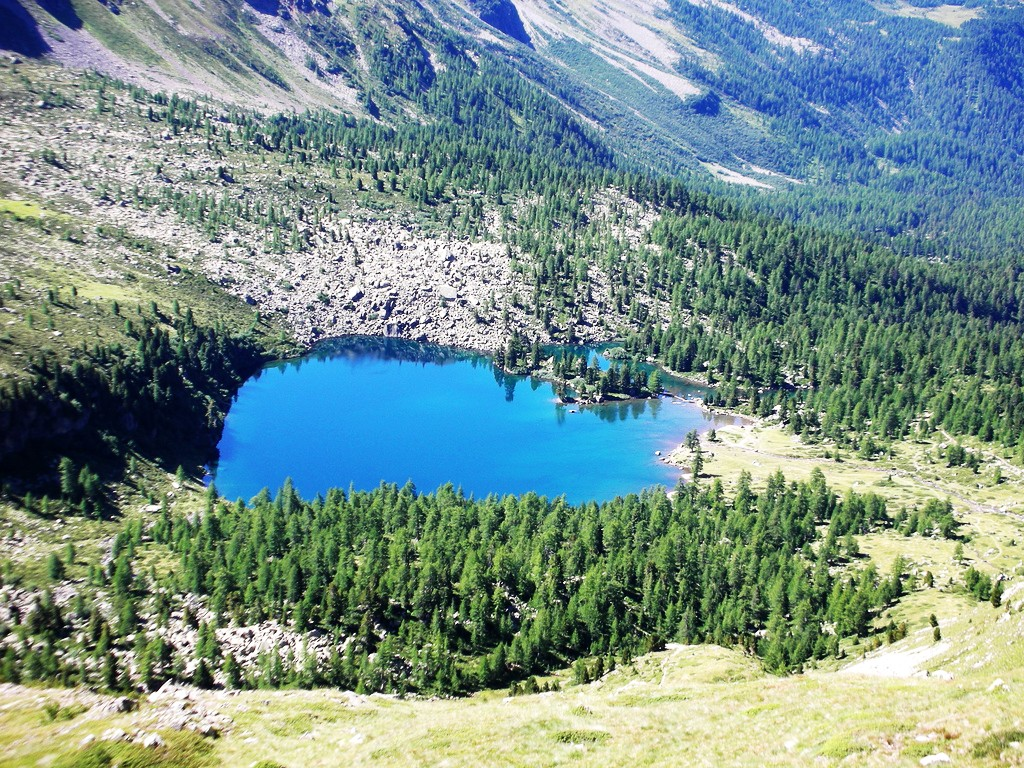

瓦爾維奧拉湖（Lago di Val Viola），是瑞士的湖泊，位於該國東南部，由格勞賓登州負責管轄，處於紹塞奧湖附近，面積0.08平方公里，海拔高度2,159米，最大水深13米。